# پرونده‌های افغان (استرالیا)
پرونده‌های افغان (Afghan Files)، مجموعهٔ از اسناد نیروهای دفاعی استرالیا در مورد عملیات نیروهای ویژه استرالیا در افغانستان است. این اسناد توسط دیوید مک‌براید در اختیار بنگاه خبررسانی استرالیا (ABC) درز کرد و هفت داستان، بر مبنای آن منتشر شد. این اسناد دربرگیرنده موضوعات مختلفی بود، اما چیزی که توجهات را جلب نمود، جزئیات مرتبط به چندین مورد کشتار غیرقانونی مردان و کودکان غیر مسلح را شرح می‌داد. پلیس فدرال استرالیا در واکنش به افشای این اطلاعات در ژوئن ۲۰۱۹ به دفاتر بنگاه خبر رسانی استرالیا یورش برد و تمامی مواد مربوط به این موضوع را ضبط کرد.

## مسائل پوشش داده شده

### مشکلات در فرهنگ سازمانی
این اسناد نگرانی‌های را پیرامون «فرهنگ سازمانی» شامل «فرهنگ یک جنگ‌جو» و یک نگرانی به‌خصوص را نسبت به «بی‌حسی» و «تنزیل ارزش‌ها» در میان سربازان نخبه نیروهای ویژه هوایی که در افغانستان خدمت می‌کردند، مطرح نمود. افزون بر آن، این اسناد به شکاف عمیق میان دو قطعه نخبه که اکثریت نیروهای ویژه از آن‌ها متشکل است، اشاره دارد.

### کشتارهای غیرقانونی
این اسناد شامل حداقل ۱۰ مورد کشتار غیرقانونی مردان و اطفال غیر مسلح بود. دو رویداد که هر دو در سپتامبر ۲۰۱۳ اتفاق افتاده بود، در حال حاضر تحت تحقیق سر مفتش نیروهای دفاعی استرالیا قرار دارد. در یکی از این رویدادها شخصی به‌نام بسم الله آزادی و پسر وی صادق الله در جریان یورش از جانب نیروهای استرالیا در ولایت ارزگان به قتل رسیدند، ادعا می‌شود، که بسم الله تفنگچهٔ را به سمت نیروهای SAS نشانه گرفته بود. اما برخلاف گزارش‌های سربازان استرالیایی، پلیس روز بعدی بسم الله و صدیق‌الله را در تخت‌خواب کنار هم‌یافت و ظاهراً نشان‌دهنده این بود، که آن‌ها هنگام خواب کشته شده‌اند. این اسناد هم‌چنین شامل این گزارش بود، که یک سرباز همراه با یک زندانی تنها بود و پس از این‌که ظاهراً زندانی تلاش نموده تا سلاح سرباز را بگیرد تا به وی شلیک کند. پس از این رویدادها در جریان ۲۰۱۳ میلادی، نیروهای استرالیایی متهم به کشتن یک سوار موترسیکل افغان و مجروح نمودن خانمی که در عقب وی سوار بود، شدند. این رویدادها باعث آشفتگی شدید مقامات افغان شد و تهدید نمودند، که اگر کشتن مردمان ملکی غیر مسلح متوقف نشود، آن‌ها کار با استرالیا را متوقف خواهند کرد.

### رویداد دست‌های بریده شده
این پرونده‌ها در واکنش به ADF و در مورد پس‌زمینه رویدادی که طی آن یک سرباز SAS دست یک شورشی افغان را قطع می‌کند معلومات فراهم نمود. قبل از این که این رویداد رخ دهد، نیروهای ویژه در جست‌جوی یک هدف مهم دولت استرالیا با نام مستعار «هدف شمشیر» بودند، یک فرمانده ارشد شورشی که مسئول حملات متعدد بود. هلیکوپترها و بیش از ۱۲۰ سرباز در این جست‌جو حضور داشتند. چهار شورشی در جریان یک پرواز در ولایت زابل به قتل رسید. یک سرجوخه SAS اجساد را تلاشی نموده و پس از آن با نیشتر یک دست از هر کدام از شورشی‌ها را قطع کرد. سربازان مکلف بودند، تا در صورت امکان، اثر انگشت و اسکن چشم هر عضو گروه طالبان که کشته می‌شد را گردآوری کنند. این در حالی‌است که قطع‌کردن عضو بدن فرد مرده قوانین جنگی را نقض می‌کند. سروان اندرو هاستی از این رویداد ناراحت شد و آن را به مقام ارشد خود گزارش داد. اعضای ارتش، جلسه آموزشی که فقط ۹ روز قبل برگزار شده بود و در آن صریحاً اجازه قطع‌کردن دست داده شده بود، را متهم نمودند.

## یورش پلیس و تحقیقات
پلیس فدرال استرالیا به تاریخ ۵ ژوئن ۲۰۱۹ به مقر شبکه ABC در شهر سیدنی یورش برد و برای ۸ ساعت آنجا را تلاشی نمود، که طبق گزارش علت آن پرونده‌های افغانستان بوده است. سایر ادارات، احتمالاً سازمان اطلاعاتی استرالیا و اداره سیگنال‌های استرالیا نیز در آنجا حضور داشتند. در جریان این یورش، وکلای مدافع شبکه ABC مجبور گردیدند تا مجوز را تفسیر نموده و با AFP همکاری کنند تا اطمینان حاصل گردد، که معلومات محرم که در حیطه مجوز قرار نمی‌گیرند، نشر نشوند. این یورش بلافاصله با نقد گسترده مردم مواجه شد و یک درخواست مبنی بر دسترسی آزاد به اطلاعات از این رویداد نشان داد که AFP عمداً خبرنگاران را مورد هدف قرار می‌دادند و حتی محاکمه خبرنگاران دخیل در موضوع نیز در دستور کار بود. شبکه ABC پس از یورش علیه AFP دادخواهی نموده و ادعا نمود که مجوز بسیار کلی بود و از این‌رو قابل اجراء نبود.
این قضیه در فوریه ۲۰۲۰ از جانب محکمه فدرال آسترالیا مختومه اعلام شد و AFP فرایند دسترسی به پرونده‌های مصادره شده را شروع کرد، در این زمان شبکه ABC به سرعت اقدام نمود، تا حکم قضایی به‌دست بیاورد.
در ژوئن ۲۰۲۰، AFP خلاصه شواهد را به رئیس محاکم عامه سترالیا (CDPP) که دادستان عامه فدرال نیز است فرستاده و توصیه نمود تا دان آکس به دلیل دزدی از بخش پرونده‌های افغانستان مجازات شود. چون این یک قضیه بسیار مهم و در سطح بالا بود، دادستان نیز نیاز به تأییدی نهایی از جانب دادستان کل آن وقت، کرستین پورتر، داشت.‏ CDDP در اکتبر ۲۰۲۰ اعلام کرد که، علی‌رغم باور داشتن بر این‌که آن‌ها می‌توانند آکس را به چندین جرم متهم نمایند، اما آن‌ها وی را محاکمه نخواهند کرد.

## بررسی سنا
یورش به دفاتر ABC و همچنین یک یورش دیگر AFP به خانه یک خبرنگار شبکه نیوز کورپ به‌نام آنیکا اسمیتورست در همان ماه، به موضوع بررسی در کمیته محیط زیست و ارتباطات سنای استرالیا در مورد آزادی رسانه‌ها مبدل شد. گزارش نهایی این کمیته در ماه می ۲۰۲۱ به نشر رسید که حاوی ۱۷ توصیه بود، از جمله پیشنهاد اصلاح آن قوانینی که این پتانسیل را دارند، تا خبرنگاری عامه را جرم قلمداد نمایند و هم‌چنین پیشنهادهایی مبنی بر بهبود محافظت دولت فدرال از افشاگران.